# Dudley Gordon
Dudley Gladstone Gordon, 3e marquis d'Aberdeen et Temair, né le 6 mai 1883 à Grosvenor Square et mort le 16 avril 1972, est un pair, soldat et industriel anglais.

## Biographie
Dudley Gordon est le deuxième fils de John Hamilton-Gordon, 1er marquis d'Aberdeen et Temair, et son épouse Ishbel Hamilton-Gordon, marquise d'Aberdeen et Temair | Ishbel, fille de Dudley Marjoribanks, 1er baron de Tweedmouth. Il suit les cours de la Harrow School et reçoit le titre de docteur en droit de l'Université d'Aberdeen. Il travaille pour J. et E. Hall Ltd (une société d'ingénierie basée à Dartmouth) à partir de 1907 et en devient administrateur en 1910.
Dudley Gordon obtient le grade de lieutenant-colonel au service du 9e Bataillon des Gordon Highlanders (comme commandant du 8/10e bataillon de 1879 à 1919) et combat lors de la Première Guerre mondiale. Il est notamment le libérateur de la petite ville de Chièvres en Belgique où une rue porte son nom.
Il est par la suite président de la British Association for Refrigeration, entre 1926 et 1929, président de la British Engineers Association 1936 à 1939 et président de la Fédération des industries britanniques entre 1940 et 1943.
D'un premier mariage avec Cécile Elizabeth Drummond (7 août 1878 -17 septembre 1948), fille de George James Drummond, célébré le 25 avril 1907, ils ont cinq enfants :
- David George Alexander Ian Gordon, 4e marquis d'Aberdeen et Temair (21 janvier 1908 - 13 septembre 1974) ;
- Jessamine Cecil Marjorie Gordon (14 août 1910 - 14 décembre 1994), mariée à Stanley Harmsworth ;
- Victor Archibald Dudley Gordon, 5e marquis d'Aberdeen et Temair (9 juillet 1913 - 7 septembre 1984) ;
- James Lord Michael Andrew Gordon (22 mai 1918-8 octobre 1943) ;
- Alastair Gordon (6e marquis d'Aberdeen et Temair) (20 juillet 1920-19 août 2002).

Le 17 juin 1949, il épouse en secondes noces Margaret Gladys Munn, morte le 22 novembre 1990.